# إلياس رودريغيز
إلياس رودريغيز (بالإنجليزية: Elias Rodriguez) هو منافس ألعاب قوى ميكرونيسي، ولد في 23 أغسطس 1964 في بونبي في ولايات ميكرونيسيا المتحدة.

## وصلات خارجية
- إلياس رودريغيز على موقع الاتحاد الدولي لألعاب القوى (الإنجليزية)
- إلياس رودريغيز على موقع اللجنة الأولمبية الدولية (الإنجليزية)
- إلياس رودريغيز على موقع أوليمبيديا (الإنجليزية)